# Pellobunus camburalesi
Pellobunus camburalesi – gatunek kosarza z podrzędu Laniatores i rodziny Samoidae.

## Występowanie
Gatunek wykazany z wyspy Wenezueli.